# Städtische Berufsoberschule Augsburg
Die Städtische Berufsoberschule Augsburg ist eine von zwei Schulen der beruflichen Oberstufe in Augsburg und bietet ausschließlich den technischen Schulzweig an.

## Geschichte
Die Schule entstand in ihrer heutigen Form 1997 im Zuge einer Strukturreform, bei der alle anderen Schulzweige in die Staatliche Fachoberschule und Berufsoberschule Augsburg überführt wurden. Bis dahin war das gesamte berufliche Oberstufenwesen in Augsburg in städtischer Hand gewesen.

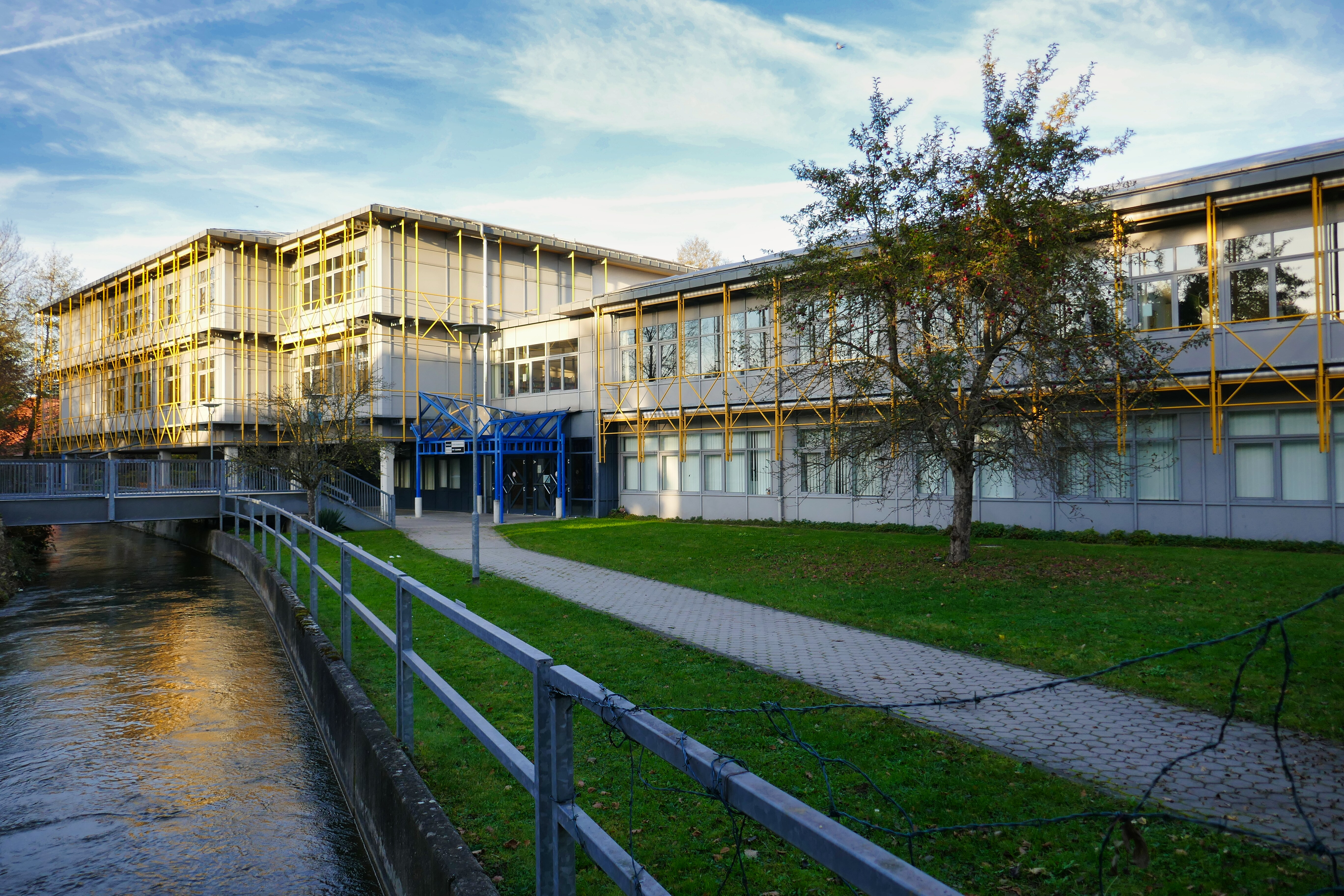
Schulgebäude BOS Augsburg

## Zugangsvoraussetzungen
Der Eintritt in die 12. Klasse der Städtischen Berufsoberschule setzt die mittlere Reife und eine abgeschlossene Berufsausbildung oder eine mindestens fünfjährige Berufserfahrung in der Ausbildungsrichtung voraus. Daneben kann der Zugang auch durch das erfolgreiche Bestehen einer als „Vorklasse“ bezeichneten 11. Klasse erreicht werden, mit der die Mittlere Reife verliehen wird.

## Abschluss
Am Ende der 12. Jahrgangsstufe kann die Fachhochschulreife erworben werden, der Abschluss der 13. Klasse führt zur fachgebundenen Hochschulreife, womit an Technischen Hochschulen und in bestimmten Fächern an Universitäten studiert werden kann. Die allgemeine Hochschulreife kann ebenfalls nach der 13. Klasse durch eine zusätzliche Prüfung im Wahlpflichtfach Französisch und einer weiteren Fremdsprache erworben werden.

## Lehrangebot
Das Lehrangebot umfasst die Fächer Chemie, Deutsch, Englisch, Ethik oder Religion, Geschichte, Mathematik, Physik, Sozialkunde, Technologie und Informatik. Für die Schüler, welche die Allgemeine Hochschulreife anstreben, werden als Wahlpflichtfach Französisch, Latein oder Spanisch angeboten.